# Монофтонгізація дифтонгів у праслов'янській мові
Монофтонгізація дифтонгів — праслов'янська фонетична зміна, що полягала в переході дифтонгів у монофтонги у положенні перед приголосними і наприкінці слова. У відкритих складах (перед голосними) відбувалося розщеплення дифтонгів — перетворення на пари «голосний-приголосний». Можливо, ці явища були спричинені тенденцією до зростаючої звучності.
Процес монофтонгізації дифтонгів охопив період І-ІІ ст., тобто відбувався в середньопраслов′янський період.
Наслідки злиття двох якісно різних звуків в одному та монофтонгізації чи розщеплення дифтонгів у різних фонетичних умовах наявні в сучасних слов'янських мовах у вигляді різноманітних фонемних чергувань. А оскільки з погляду сучасної мови появу фонемних чергувань позиційними умовами пояснити неможливо, такі чергування називають історичними.

## Суть явища
Рання праслов'янська мала у своїй фонетичній системі кілька дифтонгів (*ai̯, *au̯, *ei̯, *eu̯, *oi̯, *ou̯), успадкованих від праіндоєвропейського мовного стану. З початком тенденції до зростаючої звучності і дії закону відкритого складу дифтонги зникли: закритих складах вони злилися у монофтонги, у відкритих розпалися на два окремих звуки.
Якщо дифтонг перебував у закритому складі (перед приголосним або наприкінці слова), артикуляції його складових зливалися в одну. Таким чином утворювалися нові звуки:
- *ai̯ > *ě;
- *au̯, *ou̯ > *u (*sūnou̯ > *synu — «сину»);
- *ei̯ > *i (*vei̯ti > *viti — «вити», «звивати»; *bei̯ti > *biti — «бити»);
- *eu̯ > *ju: *reu̯ti > *rjuti (староцерк.-слов. рюти — «ревти», «ревіти»);
- *oi̯ (у висхідній інтонації) > *ě: *koi̯na (пор. лит. kaina) > *kěna > *cěna («ціна»), *poi̯ti > *pěti («співати», «пі́ти»);
- *oi̯ (у спадній інтонації) > *i: *stoloi̯ > *stoli («столи»), *vьl̥koi̯ (пор. лит. vilkai, грец. λΰκοι) > *vьl̥ki > *vьl̥ci («вовки»).

### Стадії переходу
А. Мейє вважав, що при монофтонгізації дифтонги *oɪ̯ і *eṷ пройшли через стадії *eɪ̯ і *joṷ відповідно. С. Б. Бернштейн не погоджується з подібним поясненням розвитку *oɪ̯.

## Хронологія
Монофтонгізація дифтонгів відбулася після переходу *ū > *y у результаті якісного вирівнювання голосних, оскільки новий *u дифтонгічного походження уникнув цього перетворення. Ю. В. Шевельов, навпроти, висловив думку, що на момент монофтонгізації дифтонгів *ū вже встигло змінити свою якість, але не встигло перейти в *y.
На думку З. Штібера, перехід *eu > *ju стався раніше, ніж зміни *sj > *š та *zj > *ž. Про це свідчить факт зміни пра-і.є. *seu- у прасл. šujь («лівий») без переходу u в i, як у *sjuti > *šiti («шити»). Ю. Шевельов вважав, що ці процеси відбувалися водночасно.

## Розщеплення дифтонгів
Якщо дифтонг перебував у відкритому складі (перед голосним звуком), він розпадався на два окремих звуки, з яких останній ставав приголосним і відходив до наступного складу:
- *ai̯ > *aj;
- *au̯ > *av;
- *ei̯ > *ěj, *ьj (*vei̯ǫ > *vьjǫ — «в'ю»; *bei̯ǫ > *bьjǫ — «б'ю»);
- *eu̯ > *ev (*reu̯ǫ > *revǫ — «реву»);
- *oi̯ > *oj (*poi̯ǫ > *pojǫ — «співаю», «пію»);
- *ou̯ > *ov (*sūnou̯ī > *synovi — «синові»).

## Перетворення праіндоєвропейських дифтонгів в інших індоєвропейських мовах
Окрім праслов'янської, монофтонгізація дифтонгів проходила і в інших індоєвропейських мовах, хоча в них цей процес відбувався інакше і не синхронно зі слов'янським.
- У санскриті дифтонг aṷ (у якому збіглися пра-і.є. *eṷ, *aṷ, *oṷ) перейшов у ō, а дифтонг aɪ̯ (у якому збіглися пра-і.є. *eɪ̯, *aɪ̯, *oɪ̯) — у ē. Щодо довгих дифтонгів āṷ і āɪ̯, то вони зберегли свою дифтонгічну природу.
- У давньогрецькій у V ст. до н. е. дифтонг eɪ̯ перейшов у ẹ, а у II ст. до н. е. — у i. У тому ж V ст. до н. е. дифтонг oṷ перейшов через ọ в ū. У II ст. н. е. aɪ̯ перейшов в e, а в наступному столітті oɪ̯ дав ü[6].
- У латині в першій половині III в. до н. е. oṷ перейшов у ū. У середині II ст. до н. е. eɪ̯ змінилося в ī, а oṷ (що знову утворився з старого oɪ̯) — у ū[7].
- У прагерманській пра-і.є. *eɪ̯ дав *ī. Інші праіндоєвропейські дифтонги в ній збереглися[8].